# マウケ島
マウケ島（マウケとう、Mauke）は、クック諸島の島。クック諸島南部に位置する。人口約300人。Areora、Makatea、Ngatiarua、およびVaimutuの4つの村があり、島へのアクセス手段としてマウケ空港が存在する。